# جينيفر تشايلدز-روشاك
جينيفر تشايلدز روشاك (بالإنجليزية: Jennifer Childs-Roshak)‏ هي طبيبة أمريكية ورئيسة مقر جمعية تنظيم الأسرة الأمريكية في ولاية ماساتشوستس. كما أنها أول شخص حاصل على شهادة طبية يصبح الرئيس التنفيذي لأي مركز لجمعية تنظيم الأسرة الأمريكية.

## حياتها وتعليمها
نشأت تشايلدز روشاك في نيو هامبشر التحقت بجامعة هارفارد في كامبريدج ماساتشوستس، وبعد تخرجها بدرجة بكالوريوس في اللغة الإنجليزية انتقلت إلى مدينة نيويورك للعمل محررة لصندوق الأمم المتحدة للسكان. بدأت بالعمل متطوعة في جمعية تنظيم الأسرة الأمريكية خلال فترة وجودها في نيويورك من ثم التحقت بكلية الطب بجامعة تيمبل في فيلادلفيا. كما حصلت على ماجستير في إدارة الأعمال من كلية الإدارة بجامعة بوسطن.
تشايلدز روشاك متزوجة من فيليب روشاك ولديهما طفلين. أنجبت طفلها الأول خلال دراستها في كلية الطب والثاني أثناء إكمال إقامتها في مركز ممارسة طب الأسرة في مركز ماين الطبي.

## مسيرتها المهنية
أصبحت تشايلدز روشاك في عام 1993 طبيبة رعاية صحية أولية مع تخصص في طب الأسرة. عملت طبيبة في مركز طب الأسرة بمركز ماين الطبي وهو نفس المركز الذي أكملت فيه الإقامة في كلية الطب. ثم أصبحت نائبة رئيس خدمات الأسرة في مركز صحة الأسرة في ووستر. وانتقلت بعد ذلك لتصبح المديرة الطبية للجودة في مركز ميلفورد الطبي الإقليمي. في عام 2012 التحقت بقسم الطب الباطني في جامعة هارفارد فانجارد كطبيبة. وأصبحت فيما بعد المديرة الطبية لمرافقها في كينمور وكوبلي وميدان مكتب البريد تحت إدارة أتريوس الصحية.
في 23 نوفمبر عام 2015 أصبحت تشايلدز روشاك الرئيسة والمدرية التنفيذية لمقر جمعية تنظيم الأسرة الأمريكية في ولاية ماساتشوستس ورئيسة لصندوق تنظيم الدعوة لتنظيم الأسرة في ماساتشوستس. وهي أول شخص حائز على شهادة طبية يصبح رئيسًا لأي مقر لجمعية تنظيم الأسرة الأمريكية بعد أن شغلت المنصب الشاغر الذي تركه مارتي والز الذي استقال من منصبه في يناير 2015.